# Television Without Pity
Television Without Pity (букв. «телевидение без жалости, безжалостное телевидение», сокращённо TWoP) — развлекательный веб-сайт, специализирующийся на создании рецензий к телесериалам и телешоу — как правило, телесериалам, ситкомам и реалити-шоу — с шуточным подтекстом. В 2007 году сайт приобрело отделение NBCUniversal, телекомпания Bravo. Свою деятельность сайт начал с рецензирования сериала «Бухта Доусона» и первоначально назывался Dawson’s Wrap (рус. «Обёртка Доусона»); позднее сайт расширил список телесериалов, получивших свои собственные рецензии, и ему дали название Mighty Big TV, которое использовалось до тех пор, пока не закрепилось текущее наименование сайта. Сайт особо стал известен потому, что при описании стиля его типичного язвительного обзора наиболее часто использовалось слово snark (рус. сарказм). Официальный девиз сайта: «Сарказма жалеть — портить сети» — который является отсылкой к поговорке «розги жалеть — портить ребёнка».
27 марта 2014 года было объявлено, что к 4 апрелю будет закрыт доступ ко всем форумам, которые ещё будут оставаться активными к 31 марта 2014. В то же время было подтверждено, что уже изданное содержимое сайта будет доступно в виде архива. Как и планировалось, 4 апреля форумы закрылись. В настоящее время для просмотра доступны только последние страницы с рецензиями, на более старые страницы пока не налажены корректные перенаправления. Полный архив рецензий был размещён по адресу http://www.brilliantbutcancelled.com/shows/ Архивная копия от 5 июля 2015 на Wayback Machine
Официальный логотип сайта — Тьюбельзевул (слияние английского слова tube и имени Вельзевул, сокращённо — «Тьюби») — представляет собой телевизор с демоническими рогами и хвостом.

## Рецензии и форумы
В 2007 году, когда сайт только начал свою работу, вниманию посетителей были представлены weecaps — обзоры телесериалов на единственной странице в реальном времени. Стиль кратких рецензий, впервые использованный в весенних обзорах шоу Real World/Road Rules Challenge и Dancing with the Stars, позднее применялся для широкого круга телесериалов летнего сезона, с возможностью последующего переформатирования в многостраничный вид. Шоу, которые уже имели свои weecaps, также становились темой посвящённых им отдельных форумов как регулярно рецензируемые. Для американской версии реалити-шоу Survivor формат weecaps использовался перед запуском китайской версии, но уже с 7-го выпуска создатели сайта перешли на полноценные обзоры.
Шоу, которые были закрыты (или считались непопулярными у посетителей сайта), как считается, находятся в постоянном состоянии «заморозки», и, как правило, их статус редко меняется, но бывают и исключения. Например, американская версия Big Brother, будучи некоторое время в стадии «заморозки», снова начала набирать популярность в обзорах после выхода в июле 2006 года сезона All-Stars; шоу Real World/Road Rules Challenge набрало популярность в апреле 2007 года, переключившись с рецензий на короткие обзоры в реальном времени. Шоу, помещённые в состояние «заморозки», имеют свои форумы, доступные для чтения, но в то же время закрытые; как правило, обсуждения этих шоу сведены в один форум, имеющийся в разных категориях на сайте, а их рецензии доступны в категории Permanent hiatus. Однако и в данном случае есть свои исключения — сериалом «Доктор Кто» был получен статус замороженного шоу после 2-го сезона, что Glark прокомментировал следующим образом: «Если хотите знать, как у шоу обстоят дела в Bit Torrent, спросите фанатов Доктора Кто». Однако, имея статус замороженного, личный форум шоу был перемещён в категорию с научно-фантастическими сериалами и остаётся полностью действующим, несмотря на статус. На данный момент рекорд по наименьшему количеству рецензий перед получением статуса замороженного шоу держит ремейк 2005 года «Колчак: Ночной охотник», получивший статус после первой же рецензии, хотя сериал 2005 года «Секс, любовь и секреты» получил данный статус ещё до выхода первой рецензии из-за чрезвычайно низкого отклика зрителей. Как правило, на сайте освещаются именно американские шоу, исключение составляют лишь новые серии «Доктора Кто», попавшие к американскому зрителю с британского телевидения, и серии британской версии «Близкие друзья », показанные по канадскому телевидению. Производством обоих шоу занимается Расселл Ти Дейвис.
Время от времени создатели сайта проводят благотворительный аукцион Tubey’s Kids. Человек, внёсший наибольшую сумму пожертвования, имеет право заказать рецензию любого телесериала или шоу (длиной не более одного часа) любому автору. Результаты таких резюме объявляются на сайте как Mondo Extras.
Форумы всех активных шоу предоставляют темы для каждого эпизода шоу, темы с обсуждениями эпизода, ссылки на шоу, спойлеры, информацию о персонажах/конкурсантах и многое другое всем пользователям сайта. Форумы тщательно проверялись модераторами, чтобы избежать офф-топика, случайных спойлеров вне соответствующих тем и перепалок.

## Известные посетители
Некоторые актёры и продюсеры неоднократно посещали сайт в связи со своей профессиональной деятельностью. В частности, Аарон Соркин, создатель телесериала «Западное крыло», некоторое время оставлял на сайте сообщения, но постепенно он разочаровался в проекте. Позднее вышел эпизод «Западного крыла» под названием «The U.S. Poet Laureate», по сюжету которого некий персонаж размещает пост на фанатском сайте заместителя главы президентской администрации Джоша Лаймана и немедленно оказывается атакован другими пользователями, выражающими гнев и возмущение относительно его убеждений, а также с обвинениями в нарушении правил сайта. Создатель сериала «Вероника Марс», Роб Томас, напротив, довольно активно участвовал в жизни сайта, а также регулярно появлялся на форуме своего шоу, чтобы непосредственно пообщаться со зрителями. Кроме того, 18 января 2007 года свет увидел эпизод сериала «Меня зовут Эрл», в сюжете которого имеется сцена. где персонаж под ником WhoJackie размещает сообщение на сайте Television Without Pity. Как потом оказалось, это же сообщение под этим же самым ником было размещено за несколько дней до выхода эпизода. Также актёр Джек Коулман, известный по роли Ноя Беннета в телесериале «Герои», некоторое время вёл на сайте свой личный блог.
За последние несколько лет активными участниками сайта была организована вечеринка в честь финала сезона шоу The Amazing Race под названием TARCon. Его неоднократно посещали конкурсанты самого шоу.

## Смена персонала и дизайна
В 6 марта 2008 в блоге появилось сообщение от основателей TWoP, Wing Chun (Тары Ариано), Sars (Сары Бантинг) и Glark (Дэвида Т. Коула), в котором они объявили, что 11 марта 2008 они покинут команду сайта.
В апреле 2008 сайт TWoP был перепроектирован и расширен, у него появились вики-разметка, поддержка видео и подраздел Movies without Pity.

## Критика
У сайта Television Without Pity имеется обширная история критических замечаний. Прежде всего модераторов сайта неоднократно обвиняли в неправомерном, вольном и непрофессиональном использовании правил, действующих на форумах, чрезмерно быстрое редактирование сообщений, а также поспешном блокировании пользователей, нарушающих одно из многочисленных правил ресурса. В то же время в отношении пользователей, открыто критикующих их деятельность, были применены санкции и предупреждения. Часть критических замечаний отмечала рост проблем с модерацией сайта после приобретения сайта телекомпанией Bravo в 2008 году, в то время как другая часть критиков отмечало снижение писательских способностей модераторов/редакторов. В целом критики соглашались в том, что сайт потерял свою «остроту» после приобретения его телекомпанией Bravo.